# De vliegende brigade
De vliegende brigade is het 148ste stripverhaal van Jommeke. De reeks wordt getekend door striptekenaar Jef Nys. Speciaal in dit stripalbum is dat er drie korte verhalen zijn in plaats van één lang verhaal.

## Verhaal
- De vliegende brigade (16 pagina's): Omdat het verkeer de laatste jaren zo druk en onveilig is geworden, maakt Professor Gobelijn vliegende fietsen. Doch Anatool steelt de vliegende fiets van Jommeke. Zo kan hij makkelijk de schat stelen van de baron. Jommeke en Filiberke komen in actie en de baron krijgt zijn schat terug. Anatool blijft woedend achter zonder schat.
- Het valse schilderij (15 pagina's): Anatool wil eerlijk zijn brood verdienen. Hij wordt kunstschilder en verkoopt zijn zelfgemaakte schilderijen. Odilon en de gravin van Stiepelteen kopen vijf schilderijen van Anatool. Ze vinden wel dat hij nog veel moet leren. Odilon laat Anatool een echte Picasso zien. Anatool krijgt een idee. Hij maakt een kopie van de echte Picasso. Helaas, als hij die wil verkopen, merken ze dat het om een valse Picasso gaat.
- De fantastische vondst (17 pagina's): Tijdens opnamen van een film gelast de filmproducent de film af, omdat de filmschat plots spoorloos is. Daar in de buurt, graven Kwak en Boemel toevallig een nieuw hol. Ze vinden een schat. Ze denken dat ze rijk zijn geworden. Doch, ze worden opgesloten omdat ze ervan verdacht worden filmschatdieven te zijn. Jommeke vertelt over het misverstand aan de politie. Kwak en Boemel worden terug vrijgelaten.

## Achtergronden bij het verhaal
- Speciaal in dit stripalbum is dat er drie korte verhalen zijn in plaats van één lang verhaal. Eerder werd dit ook gedaan in stripalbum Drie in een slag. De verhalen komen ook voor in vakantie - speelalbums zo komt het verhaal het valse schilderij ook voor in jommekes speelboek